# Retraitehuis Seppe

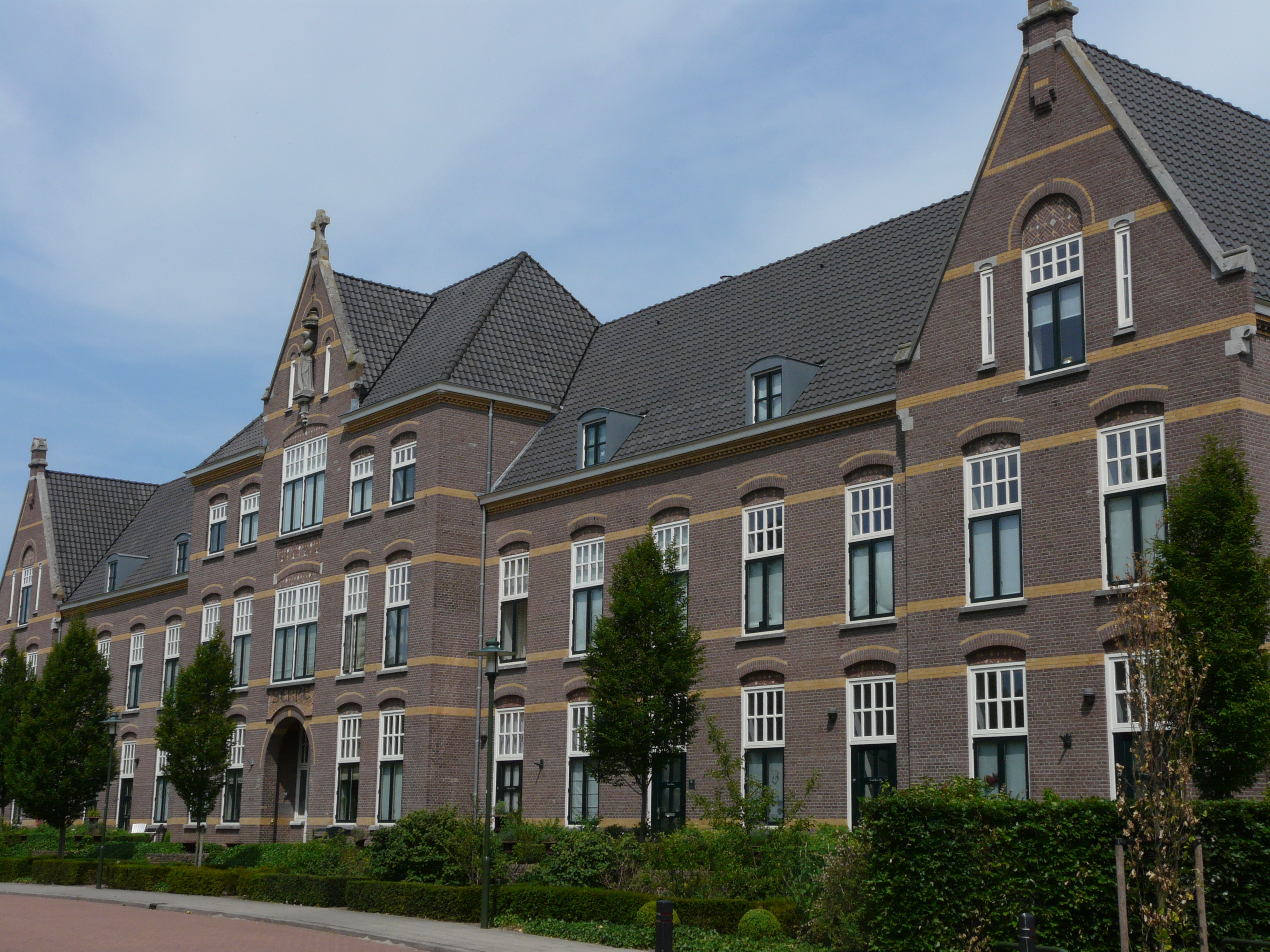
Voormalig Retraitehuis Seppe

Het retraitehuis Seppe was een kloostergebouw te Bosschenhoofd, gelegen aan Pastoor van Breugelstraat 55.
Het neogotische complex werd in 1911 gesticht en in 1912 geopend. Het werd geleid door de Paters Redemptoristen. Ook de Kleine Zusters van de Heilige Joseph vestigden zich er. Groepen mensen, waaronder scholieren en dergelijke, konden hier een retraite houden.
Oorspronkelijk heette het instituut: Sint-Gerardus-Retraitenhuis. Het kreeg een goede naam en werd als Retraitehuis Seppe een begrip. Tijdens de Tweede Wereldoorlog werd het als toevluchtshuis gebruikt. In de jaren die volgden ging het steeds meer een functie in het dorp vervullen en kwam minder de nadruk op retraites te liggen. Einde jaren 60 van de 20e eeuw was het een centrum van vormingswerk voor jongeren. Steeds minder kwam het accent op religie te liggen.
In 1972 vertrokken de zusters. Omstreeks 1975 vertrokken ook de paters uit Bosschenhoofd, behalve Pater Cox, die de vormingsgroepen leidde. In 1988 verkochten de paters het pand. Toen werden er vakantiewerken voor gehandicapten georganiseerd. Van 1997-2000 werden er asielzoekers gehuisvest. In 2002 werden er woningen in en nabij het hoofdgebouw gebouwd. De gevels van het hoofdgebouw zijn echter intact gehouden.